# ستيف جونز (عالم)
ستيف جونز (بالإنجليزية: Steve Jones)‏ (و. 1944  م) هو عالم وراثة، وأستاذ جامعي، وعالم، ومقدم تلفزيوني، وبروفيسور من المملكة المتحدة، وويلز، ولد في آبريستويث، وهو عضوٌ في الجمعية الملكية، والجمعية الملكية للأدب.

## التعليم
تعلم في جامعة إدنبرة، وجامعة شيكاغو.

## جوائز
حصل على جوائز منها:
- ميدالية الذكرى المئوية اللينيانية [الإنجليزية]‏ (2007)
- الشخصية العلمانية للسنة [الإنجليزية]‏ (2006)
- جائزة كتاب العالم الطبيعي [الإنجليزية]‏ (1999)
- زميل في الجمعية الملكية
- زميل في الجمعية الملكية للأدب.

## روابط خارجية
- ستيف جونز على موقع ميوزك برينز (الإنجليزية)